# Waiting for the Sun
Waiting for the Sun é o terceiro álbum de estúdio da banda norte-americana de rock The Doors, lançado em 11 de julho de 1968 pela Elektra Records.
Tornou-se o primeiro álbum do grupo a atingir a 1ª posição da Billboard 200, e o seu segundo single, "Hello, I Love You", chegou ao 1º lugar da Billboard Hot 100.
A maior parte do material deste álbum havia sido escrito em torno e antes do período de formação dos Doors. O exemplo mais notável é a faixa "Not to Touch the Earth", que foi retirada de um poema de Jim Morrison, intitulado Celebration of the Lizard. Pretendia-se que o poema fosse gravado para este álbum, onde haveria um lado inteiro dedicado a ele, porém o grupo não conseguia sequencia-lo corretamente. Seria lançado posteriormente em sua totalidade no álbum ao vivo Absolutely Live.
Waiting for the Sun foi criticado por sua sonoridade mais suave. O álbum contém alguns clássicos da banda, como "Five to One" e "Not to Touch the Earth". A faixa-título, curiosamente, não apareceria neste álbum, mas seria incluída no disco dos Doors de 1970, Morrison Hotel.

## Faixas
Todas as faixas foram compostas pelo The Doors (John Densmore, Robby Krieger, Ray Manzarek and Jim Morrison) exceto a primeira.
| N.º | Título                                             | Duração |  |
| 1.  | "Hello, I Love You" (Jim Morrison e Robby Krieger) | 2:22    |  |
| 2.  | "Love Street"                                      | 3:06    |  |
| 3.  | "Not to Touch the Earth"                           | 3:54    |  |
| 4.  | "Summer's Almost Gone"                             | 3:20    |  |
| 5.  | "Wintertime Love"                                  | 1:52    |  |
| 6.  | "The Unknown Soldier"                              | 3:10    |  |
| 7.  | "Spanish Caravan"                                  | 2:58    |  |
| 8.  | "My Wild Love"                                     | 2:50    |  |
| 9.  | "We Could Be So Good Together"                     | 2:20    |  |
| 10. | "Yes, The River Knows"                             | 2:35    |  |
| 11. | "Five to One"                                      | 4:22    |  |

Edição especial do aniversário de 40 anos
| N.º | Título                                                    | Duração |  |
| 12. | "Not To Touch The Earth (Dialogue) (Previously Unissued)" | 0:39    |  |
| 13. | "Not To Touch The Earth (Take 1) (Previously Unissued)"   | 4:12    |  |
| 14. | "Not To Touch The Earth (Take 2)"                         | 4:15    |  |
| 15. | "Celebration of the Lizard"                               | 17:07   |  |

## Posição nas paradas musicais
Álbum
| Parada (1968)                  | Posição |
| ------------------------------ | ------- |
| 3                              |         |
| Reino Unido (UK Albums Chart)  | 16      |
| Estados Unidos (Billboard 200) | 1       |

| Parada (2018)                         | Posição |
| ------------------------------------- | ------- |
| Alemanha (Offizielle Deutsche Charts) | 20      |

Singles
| Ano  | Single (lado A / lado B)                               | Parada            | Posição |
| ---- | ------------------------------------------------------ | ----------------- | ------- |
| 1968 | "The Unknown Soldier" / "We Could Be So Good Together" | Billboard Hot 100 | 39      |
| 1968 | "Hello, I Love You" / "Love Street"                    | Hot 100           | 1       |